# Râul Rasina
Rasina (în sârbă Расина) este un râu din partea central-sudică a Serbiei. Râul are o lungime de 92 km și curge prin regiunea sârbă Rasina, dă numele districtului modern Rasina din Serbia și se varsă în Zapadna Morava lângă orașul Kruševac.
Numele său istoric este Arsen (Αρσεγα).

## Geografie
Rasina izvorăște de pe versanții sudici ai muntelui Goč, lângă satul Rašovka, la sud-vest de cea mai faimoasă stațiune balneară din Serbia, Vrnjačka Banja. Râul curge inițial spre sud-est, în jurul munților Željin și Kopaonik, pe lângă satele Mitrovo Polje, Bzenica, Pleš, Jablanica, Grčak, Toskići, Budilovina și Milentija. Când Rasina ajunge în micul oraș Brus, intră în regiunea superioară Rasina și continuă pe lângă satele Tršanovci, Lepenac și Razbojna.

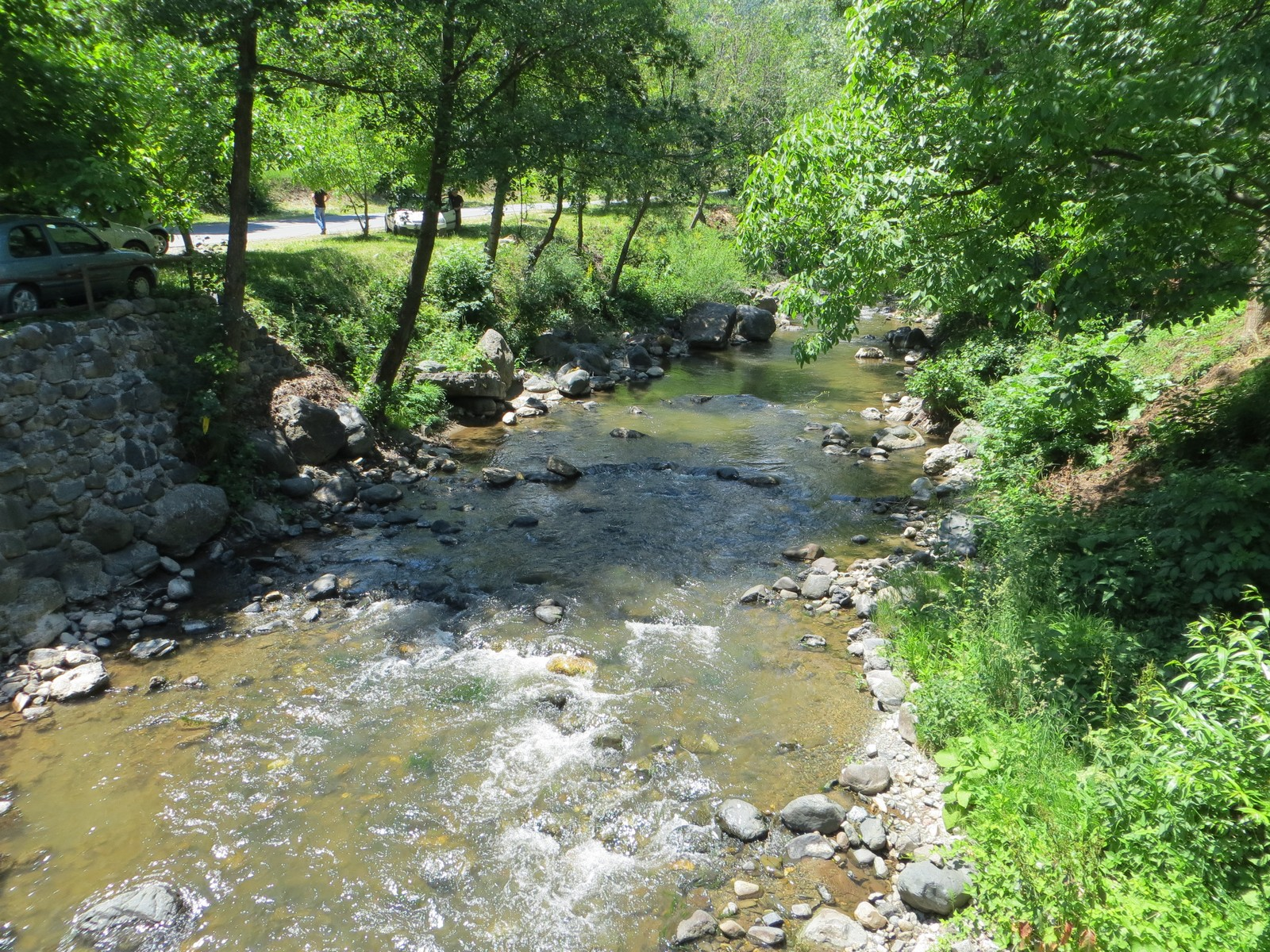

De aici, râul ajunge în partea de vest a muntelui Veliki Jastrebac și face un cot larg spre nord. Aici, Rasina delimitează și granița sud-estică a regiunii Aleksandrovačka Župa. După satele Bogiše și Zlatari, Rasina a fost îndiguită în satul Ćelije, ca lacul artificial Ćelije.
Regiunea inferioară Rasina este dens populată (satele Suvaja, Majdevo, Štitare, Grkljane, Šogolj, Šavrane, Gornji Stepoš, Bukovica, Donji Stepoš, Lipovac, Malo Golovode, Donje Golovode), cu centrul administrativ al districtului Rasina, Kruševac. Pe cursul său inferior, Rasina este urmată de cursul paralel al râului Pepeljuša, care se varsă separat în Zapadna Morava. La șapte kilometri după Kruševac, Rasina se varsă în Zapadna Morava lâmgă satul Makrešane.

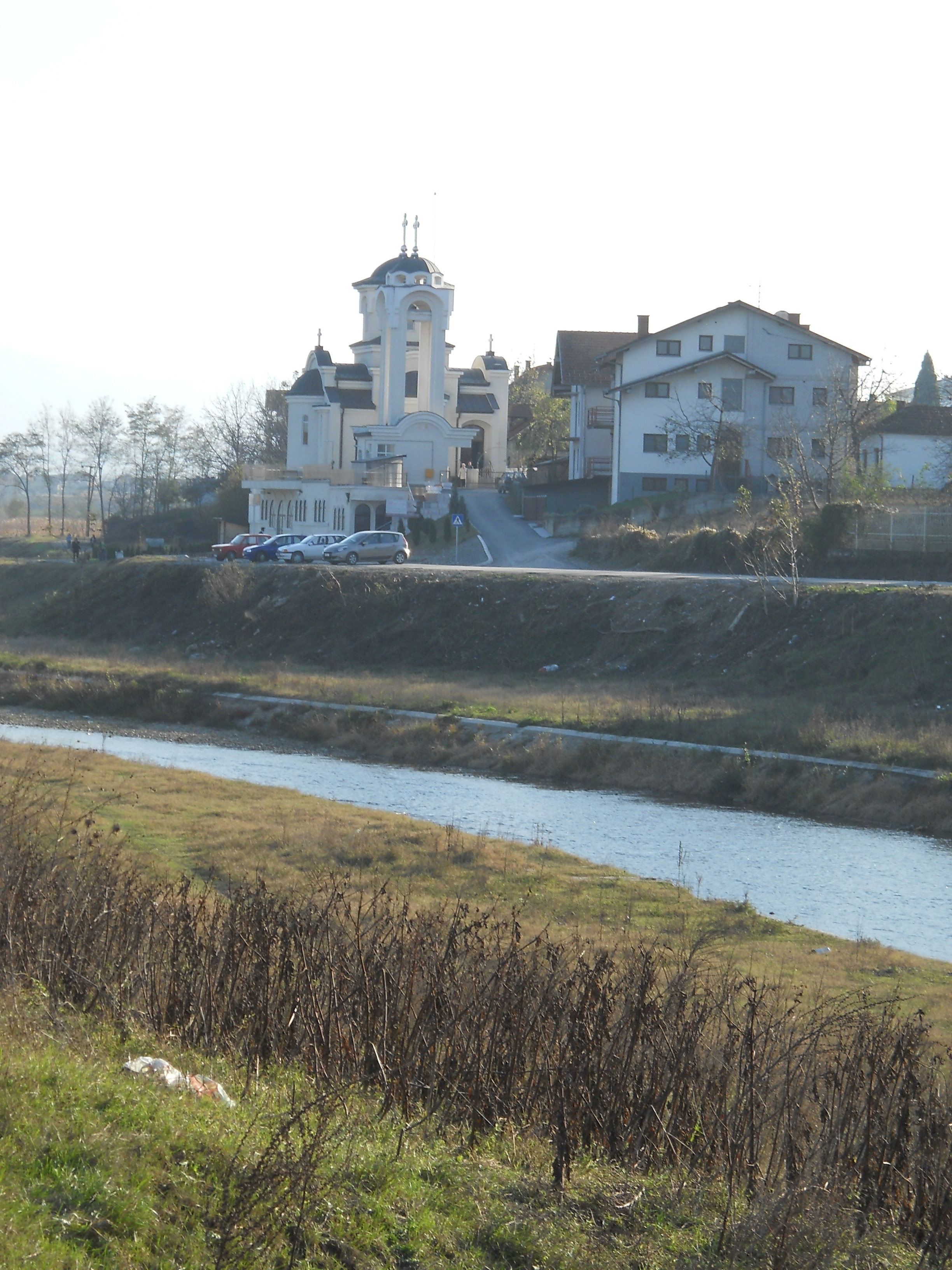

Râul Rasina drenează o suprafață de 990 km2, aparține bazinului hidrografic al Mării Negre și nu este navigabil.

## Lacul Ćelije
Rezervorul a fost creat în 1980, când a fost construit un baraj înalt de 52 m. Lacul a fost creat ca parte a programului de regularizare a râului Velika Morava, parte a proiectului de reducere a cantităților de sedimente care ar ajunge în cele din urmă la centrala hidroelectrică Porțile de Fier I și în lacul Đerdap. Utilizarea apei lacului de către uzina de apă din Kruševac nu a făcut parte din proiectul inițial. În 1984, o stație de tratare a apei a fost construită în satul Majdevo. Centrala a fost reconstruită în 2012 și, datorită capacității crescute, uzinele de apă din comunele Ćićevac și Varvarin au fost conectate la rețea.
Lacul a fost proiectat pentru alimentarea cu apă până în anul 2030 datorită scăderii volumului său funcțional, dar eroziunea solului în bazinul hidrografic este mai mică decât cea prevăzută, iar durata de viață a lacului va fi semnificativ mai lungă.
În mai 2019, examinarea preliminară efectuată de Institutul pentru Conservarea Naturii din Serbia a concluzionat că există o bază pentru protecția juridică a lacului ca monument al naturii.